# Acid telurơ
Axit telurơ là một hợp chất axit vô cơ có công thức hóa học là H2TeO3. Nó là oxoacid của telu dioxide. Các hợp chất nói trên đều không được nghiên cứu kỹ. Một cách khác để viết công thức của nó là TeO(OH)2. Về nguyên tắc, axit telurơ sẽ được hình thành bằng cách cho telu dioxide hóa hợp với nước, bằng cách thủy phân. base liên hợp với axit này được biết đến dưới dạng một số muối như kali telurit hay kali bitelurit.

## Tính chất hóa học
Bị phân hủy ở nhiệt độ cao:
H2TeO3 →  TeO2  +  H2O
Tác dụng với base:
H2TeO3  +  2NaOH  → Na2TeO3  +   2H2O

## Điều chế
Vì telu dioxide khó phản ứng với nước để tạo thành axit telurơ nên cách điều chế thường được sử dụng là phân hủy axit teluric ở nhiệt độ cao.